# Älden
Älden är en sjö i Bergs kommun i Jämtland och ingår i Ljungans huvudavrinningsområde. Sjön är 12 meter djup, har en yta på 1,87 kvadratkilometer och befinner sig 352,7 meter över havet. Sjön avvattnas av vattendraget Ljungan.

## Delavrinningsområde
Älden ingår i det delavrinningsområde (694750-142925) som SMHI kallar för Utloppet av Älden. Medelhöjden är 401 meter över havet och ytan är 28,19 kvadratkilometer. Räknas de 330 avrinningsområdena uppströms in blir den ackumulerade arean 3 096,32 kvadratkilometer. Avrinningsområdets utflöde Ljungan mynnar i havet. Avrinningsområdet består mestadels av skog (66 procent) och sankmarker (17 procent). Avrinningsområdet har 1,85 kvadratkilometer vattenytor vilket ger det en sjöprocent på 6,6 procent.